# Trotacans
Trotacans és una masia de Sant Pere de Torelló (Osona) protegida com a Bé Cultural d'Interès Local.

## Descripció
Trotacans és un mas situat en direcció sud-est del nucli de Sant Pere deTorelló, a prop del terme municipal de l'Esquirol. La casa, que està restaurada, presenta planta rectangular amb un afegit a la façana nord (garatge-magatzem). És formada per planta baixa (antigues quadres), primer pis (habitatge) i altell (antic graner).
Trotacans és una casa petita i habitada que pertany a les Salines, prop del terme de l'Esquirol. El mas havia compaginat l'activitat agrícola amb la ramadera, com la majoria de masies de la zona.